# كلاسيكو السعودية
كلاسيكو السعودية هو اسم يطلق على مباراة كرة قدم التي تجمع بين فريقي بين الهلال والاتحاد. يتواجه الفريقان مرتان في الموسم في دوري المحترفين السعودي، وعادة تتواجه الفرق في مسابقات أخرى في الكأس المحلي أو البطولات القارية، يعتبر الهلال الأكثر فوزًا بـ 67 فوز مقابل 55 فوز للاتحاد، هداف المواجهات الرسمية هو سالم الدوسري برصيد 12 هدف.

## إحصائيات
آخر تحديث 9 أبريل 2021.
تقابل الفريقان في 148 مباراة رسمية، فاز الهلال 50 مرة، في حين فاز الاتحاد 63 مرة.
| منافسة                 | مجموع | فوز الاتحاد | التعادلات | فاز الهلال |
| ---------------------- | ----- | ----------- | --------- | ---------- |
| الدوري                 | 100   | 29          | 28        | 43         |
| كأس الملك              | 15    | 7           | 4         | 6          |
| كأس ولي العهد          | 11    | 4           | 1         | 6          |
| كأس الأمير فيصل بن فهد | 14    | 6           | 1         | 7          |
| دوري أبطال آسيا        | 4     | 2           | 1         | 3          |
| البطولة العربية        | 4     | 2           | 0         | 3          |
| المباريات الرسمية      | 148   | 50          | 35        | 67         |
| ودية / أخرى            | 14    | 5           | 5         | 4          |
| مجموع                  | 162   | 55          | 40        | 72         |

## النتائج في الدوري
| تاريخ          | مكان                          | نتيجة | منافسة         |
| -------------- | ----------------------------- | ----- | -------------- |
| 24 ديسمبر 1976 | استاد الأمير عبد الله الفيصل  | 3–2   | الدوري الممتاز |
| 29 سبتمبر 1977 | استاد الأمير عبد الله الفيصل  | 2–3   | الدوري الممتاز |
| 20 يناير 1978  | استاد الأمير عبد الله الفيصل  | 1–0   | الدوري الممتاز |
| 03 مايو 1979   | استاد الأمير عبد الله الفيصل  | 2–1   | الدوري الممتاز |
| 27 ديسمبر 1979 | استاد الأمير عبد الله الفيصل  | 3–3   | الدوري الممتاز |
| 25 ديسمبر 1980 | استاد الأمير عبد الله الفيصل  | 2–3   | الدوري الممتاز |
| 16 ديسمبر 1981 | استاد الأمير عبد الله الفيصل  | 2–2   | الدوري الممتاز |
| 20 يناير 1983  | استاد الأمير عبد الله الفيصل  | 3–5   | الدوري الممتاز |
| 18 نوفمبر 1983 | استاد الأمير عبد الله الفيصل  | 1–1   | الدوري الممتاز |
| 11 أكتوبر 1984 | استاد الأمير عبد الله الفيصل  | 0–3   | الدوري الممتاز |
| 12 ديسمبر 1985 | استاد الأمير عبد الله الفيصل  | 0–0   | الدوري الممتاز |
| 19 ديسمبر 1986 | استاد الأمير عبد الله الفيصل  | 2–1   | الدوري الممتاز |
| 17 ديسمبر 1987 | استاد الأمير عبد الله الفيصل  | 1–0   | الدوري الممتاز |
| 03 يناير 1989  | استاد الأمير عبد الله الفيصل  | 0–1   | الدوري الممتاز |
| 13 نوفمبر 1989 | استاد الأمير عبد الله الفيصل  | 0–1   | الدوري الممتاز |
| 22 نوفمبر 1990 | استاد الأمير عبد الله الفيصل  | 0–1   | الدوري الممتاز |
| 20 يناير 1992  | استاد الأمير عبد الله الفيصل  | 2–0   | الدوري الممتاز |
| 25 يناير 1993  | استاد الأمير عبد الله الفيصل  | 2–1   | الدوري الممتاز |
| 08 يوليو 1993  | استاد الأمير عبد الله الفيصل  | 2–1   | الدوري الممتاز |
| 02 ديسمبر 1993 | استاد الأمير عبد الله الفيصل  | 1–1   | الدوري الممتاز |
| 28 مارس 1995   | استاد الأمير عبد الله الفيصل  | 1–1   | الدوري الممتاز |
| 27 يناير 1996  | استاد الأمير عبد الله الفيصل  | 1–1   | الدوري الممتاز |
| 30 مايو 1996   | استاد الأمير عبد الله الفيصل  | 1–1   | الدوري الممتاز |
| 15 يناير 1997  | استاد الأمير عبد الله الفيصل  | 0–1'  | الدوري الممتاز |
| 06 يونيو 1997  | استاد الأمير عبد الله الفيصل  | 0–3   | الدوري الممتاز |
| 10 ديسمبر 1997 | استاد الأمير عبد الله الفيصل  | 0–2   | الدوري الممتاز |
| 30 مارس 1999   | استاد الأمير عبد الله الفيصل  | 1-2'  | الدوري الممتاز |
| 12 ديسمبر 1999 | استاد الأمير عبد الله الفيصل  | 1-3   | الدوري الممتاز |
| 15 أكتوبر 2000 | استاد الأمير عبد الله الفيصل  | 1–1   | الدوري الممتاز |
| 26 فبراير 2001 | استاد الأمير عبد الله الفيصل  | 1–2   | الدوري الممتاز |
| 30 سبتمبر 2001 | استاد الأمير عبد الله الفيصل  | 1–1   | الدوري الممتاز |
| 01 مايو 2002   | استاد الأمير عبد الله الفيصل  | 1–2   | الدوري الممتاز |
| 11 يناير 2003  | استاد الأمير عبد الله الفيصل  | 1–1   | الدوري الممتاز |
| 11 أبريل 2004  | استاد الأمير عبد الله الفيصل  | 0–0   | الدوري الممتاز |
| 28 مايو 2005   | استاد الأمير عبد الله الفيصل  | 0–1'  | الدوري الممتاز |
| 13 فبراير 2006 | استاد الأمير عبد الله الفيصل  | 2–2   | الدوري الممتاز |
| 13 أبريل 2008  | استاد الأمير عبد الله الفيصل  | 0–1   | الدوري الممتاز |
| 04 ديسمبر 2008 | استاد الأمير عبد الله الفيصل  | 0–0   | دوري المحترفين |
| 18 مارس 2010   | استاد الأمير عبد الله الفيصل  | 2–1   | دوري المحترفين |
| 06 فبراير 2011 | استاد الأمير عبد الله الفيصل  | 0–0   | دوري المحترفين |
| 14 فبراير 2012 | استاد الأمير عبد الله الفيصل  | 0–2   | دوري المحترفين |
| 09 ديسمبر 2012 | ملعب الملك عبد العزيز         | 1–2   | دوري المحترفين |
| 09 يناير 2014  | ملعب الملك عبد العزيز         | 2–2   | دوري المحترفين |
| 01 ديسمبر 2014 | مدينة الملك عبد الله الرياضية | 0–0   | دوري المحترفين |
| 30 أكتوبر 2015 | مدينة الملك عبد الله الرياضية | 4–3   | دوري المحترفين |
| 05 مارس 2017   | مدينة الملك عبد الله الرياضية | 1–3   | دوري المحترفين |
| 21 سبتمبر 2017 | مدينة الملك عبد الله الرياضية | 1–1   | دوري المحترفين |
| 21 فبراير 2019 | مدينة الملك عبد الله الرياضية | 0–2   | دوري المحترفين |
| 21 سبتمبر 2019 | مدينة الملك عبد الله الرياضية | 1–3   | دوري المحترفين |
| 9 أبريل 2021   | ملعب الملك عبد العزيز         | 2–0   | دوري المحترفين |

| فوز الاتحاد | فوز الهلال | تعادل |
| ----------- | ---------- | ----- |
| 17          | 16         | 17    |

| تاريخ          | مكان                    | نتيجة | منافسة         |
| -------------- | ----------------------- | ----- | -------------- |
| 12 مارس 1977   | ملعب الأمير فيصل بن فهد | 2–0   | الدوري الممتاز |
| 05 يناير 1979  | ملعب الأمير فيصل بن فهد | 3–1   | الدوري الممتاز |
| 23 مارس 1980   | ملعب الأمير فيصل بن فهد | 3–3   | الدوري الممتاز |
| 30 أكتوبر 1980 | ملعب الأمير فيصل بن فهد | 0–0   | الدوري الممتاز |
| 26 يناير 1982  | ملعب الأمير فيصل بن فهد | 0–1   | الدوري الممتاز |
| 16 مارس 1983   | ملعب الأمير فيصل بن فهد | 2–1   | الدوري الممتاز |
| 26 يناير 1984  | ملعب الأمير فيصل بن فهد | 0–1   | الدوري الممتاز |
| 25 يناير 1985  | ملعب الأمير فيصل بن فهد | 1–0   | الدوري الممتاز |
| 03 ديسمبر 1985 | ملعب الأمير فيصل بن فهد | 1–0   | الدوري الممتاز |
| 06 فبراير 1987 | ملعب الأمير فيصل بن فهد | 5–2   | الدوري الممتاز |
| 19 سبتمبر 1987 | ملعب الأمير فيصل بن فهد | 0–1   | الدوري الممتاز |
| 22 سبتمبر 1988 | ملعب الملك فهد الدولي   | 0–1   | الدوري الممتاز |
| 21 ديسمبر 1989 | ملعب الأمير فيصل بن فهد | 0–1   | الدوري الممتاز |
| 10 مايو 1991   | ملعب الأمير فيصل بن فهد | 1–0   | الدوري الممتاز |
| 28 نوفمبر 1991 | ملعب الأمير فيصل بن فهد | 0–0   | الدوري الممتاز |
| 04 مارس 1993   | ملعب الأمير فيصل بن فهد | 2–1   | الدوري الممتاز |
| 15 يوليو 1993  | ملعب الملك فهد الدولي   | 1–0   | الدوري الممتاز |
| 03 فبراير 1994 | ملعب الأمير فيصل بن فهد | 3–1   | الدوري الممتاز |
| 26 ديسمبر 1994 | ملعب الأمير فيصل بن فهد | 2–1   | الدوري الممتاز |
| 05 مارس 1996   | ملعب الملك فهد الدولي   | 0–1   | الدوري الممتاز |
| 16 مارس 1996   | ملعب الملك فهد الدولي   | 1–0   | الدوري الممتاز |
| 28 مارس 1997   | ملعب الأمير فيصل بن فهد | 0–2   | الدوري الممتاز |
| 23 يناير 1998  | ملعب الأمير فيصل بن فهد | 0–0   | الدوري الممتاز |
| 06 ديسمبر 1998 | ملعب الملك فهد الدولي   | 3–1   | الدوري الممتاز |
| 02 مارس 2000   | ملعب الملك فهد الدولي   | 4–2   | الدوري الممتاز |
| 11 فبراير 2001 | ملعب الملك فهد الدولي   | 1–0   | الدوري الممتاز |
| 16 مارس 2002   | ملعب الأمير فيصل بن فهد | 1–1   | الدوري الممتاز |
| 08 مايو 2003   | ملعب الأمير فيصل بن فهد | 2–1   | الدوري الممتاز |
| 24 أكتوبر 2003 | ملعب الأمير فيصل بن فهد | 0–0   | الدوري الممتاز |
| 30 يناير 2005  | ملعب الأمير فيصل بن فهد | 4–2   | الدوري الممتاز |
| 07 يوليو 2005  | ملعب الملك فهد الدولي   | 1–0   | الدوري الممتاز |
| 17 مارس 2006   | ملعب الملك فهد الدولي   | 0–1   | الدوري الممتاز |
| 16 أبريل 2006  | ملعب الملك فهد الدولي   | 2–1   | الدوري الممتاز |
| 29 أكتوبر 2006 | ملعب الملك فهد الدولي   | 2–1   | الدوري الممتاز |
| 16 فبراير 2007 | ملعب الملك فهد الدولي   | 2–1   | الدوري الممتاز |
| 01 يونيو 2007  | ملعب الملك فهد الدولي   | 1–2   | الدوري الممتاز |
| 01 ديسمبر 2007 | ملعب الأمير فيصل بن فهد | 0–0   | الدوري الممتاز |
| 12 أبريل 2009  | ملعب الملك فهد الدولي   | 1–2   | دوري المحترفين |
| 10 ديسمبر 2009 | ملعب الأمير فيصل بن فهد | 5–0   | دوري المحترفين |
| 20 مارس 2011   | ملعب الملك فهد الدولي   | 0–0   | دوري المحترفين |
| 26 ديسمبر 2011 | ملعب الأمير فيصل بن فهد | 1–1   | دوري المحترفين |
| 29 مارس 2013   | ملعب الملك فهد الدولي   | 4–2   | دوري المحترفين |
| 20 سبتمبر 2013 | ملعب الملك فهد الدولي   | 5–2   | دوري المحترفين |
| 17 أبريل 2015  | ملعب الملك فهد الدولي   | 3–0   | دوري المحترفين |
| 27 فبراير 2016 | ملعب الملك فهد الدولي   | 0–1   | دوري المحترفين |
| 29 أكتوبر 2016 | ملعب الملك فهد الدولي   | 0–2   | دوري المحترفين |
| 13 يناير 2018  | ملعب الملك فهد الدولي   | 1–1   | دوري المحترفين |
| 25 أكتوبر 2018 | ملعب الأمير فيصل بن فهد | 3–1   | دوري المحترفين |
| 22 فبراير 2020 | استاد جامعة الملك سعود  | 1–0   | دوري المحترفين |
| 26 ديسمبر 2020 | ملعب الملك فهد الدولي   | 1–1   | دوري المحترفين |
| 08 مارس 2022   | ملعب الأمير فيصل بن فهد | 2–1   | دوري المحترفين |

| فوز الاتحاد | فوز الهلال | تعادل |
| ----------- | ---------- | ----- |
| 12          | 28         | 11    |

## النتائج في مباريات الكأس

### كأس الملك

#### (1957-1990)
| تاريخ         | مكان                         | مباريات       | مباريات          | مباريات       | الدور                  |
| تاريخ         | مكان                         | الفريق الأولى | نتيجة            | الفريق الثاني | الدور                  |
| ------------- | ---------------------------- | ------------- | ---------------- | ------------- | ---------------------- |
| 10 يناير 1964 | ملعب الصايغ                  | الهلال        | 0–3              | الاتحاد       | كأس الملك السعودي 1964 |
| 13 مارس 1965  | ملعب الصايغ                  | الهلال        | 1–1 (3–1 ر.ج.ت)  | الاتحاد       | نهائي                  |
| 18 مايو 1979  | ملعب الأمير فيصل بن فهد      | الهلال        | 2–2 (9–10 ر.ج.ت) | الاتحاد       | دور 16                 |
| 06 مايو 1981  | استاد الأمير عبد الله الفيصل | الاتحاد       | 1–2              | الهلال        | نصف نهائي              |
| 07 مايو 1982  | ملعب الأمير فيصل بن فهد      | الهلال        | 3–1              | الاتحاد       | نهائي                  |

| فوز الاتحاد | فوز الهلال | تعادل |
| ----------- | ---------- | ----- |
| 2           | 3          | 0     |

#### (2008-حتى الآن)
| تاريخ         | مكان                         | مباريات       | مباريات         | مباريات       | الدور                                            |
| تاريخ         | مكان                         | الفريق الأولى | نتيجة           | الفريق الثاني | الدور                                            |
| ------------- | ---------------------------- | ------------- | --------------- | ------------- | ------------------------------------------------ |
| 01 مايو 2008  | استاد الأمير عبد الله الفيصل | الاتحاد       | 4–1             | الهلال        | كأس خادم الحرمين الشريفين للأبطال 2008           |
| 11 مايو 2008  | ملعب الأمير فيصل بن فهد      | الاتحاد       | 2–1             | الهلال        | كأس خادم الحرمين الشريفين للأبطال 2008           |
| 07 مايو 2010  | ملعب الملك فهد الدولي        | الهلال        | 0–0 (4–5 ر.ج.ت) | الاتحاد       | كأس خادم الحرمين الشريفين للأبطال 2010           |
| 15 يونيو 2011 | ملعب الأمير فيصل بن فهد      | الهلال        | 0–3             | الاتحاد       | نصف نهائي كأس خادم الحرمين الشريفين للأبطال 2011 |
| 19 يونيو 2011 | استاد الأمير عبد الله الفيصل | الاتحاد       | 1–1             | الهلال        | نصف نهائي كأس خادم الحرمين الشريفين للأبطال 2011 |
| 22 أبريل 2012 | استاد الأمير عبد الله الفيصل | الاتحاد       | 2–2             | الهلال        | كأس خادم الحرمين الشريفين للأبطال 2012           |
| 26 أبريل 2012 | ملعب الأمير فيصل بن فهد      | الهلال        | 1–1             | الاتحاد       | كأس خادم الحرمين الشريفين للأبطال 2012           |
| 05 مايو 2013  | ملعب الملك عبد العزيز        | الاتحاد       | 3–2             | الهلال        | كأس خادم الحرمين الشريفين للأبطال 2013           |
| 09 مايو 2013  | ملعب الملك فهد الدولي        | الهلال        | 1–1             | الاتحاد       | كأس خادم الحرمين الشريفين للأبطال 2013           |
| 31 مايو 2015  | ملعب الملك فهد الدولي        | الهلال        | 4–1             | الاتحاد       | نصف النهائي                                      |
| 23 أبريل 2023 | ملعب الجوهرة                 | الهلال        | 0-1             | الاتحاد       | كأس خادم الحرمين الشريفين                        |
| 30 أبريل 2024 | ملعب الجوهرة                 | الهلال        | 1-2             | الاتحاد       | كأس خادم الحرمين الشريفين                        |
| 7 يناير 2025  | المملكة أرينا                | الهلال        | 2-2 (3-1)       | الاتحاد       | كأس خادم الحرمين الشريفين                        |

| فوز الاتحاد | فوز الهلال | تعادل |
| ----------- | ---------- | ----- |
| 6           | 3          | 4     |

### كأس ولي العهد
| تاريخ          | مكان                          | مباريات       | مباريات         | مباريات       | الدور                 |
| تاريخ          | مكان                          | الفريق الأولى | نتيجة           | الفريق الثاني | الدور                 |
| -------------- | ----------------------------- | ------------- | --------------- | ------------- | --------------------- |
| 15 أغسطس 1991  | استاد الأمير عبد الله الفيصل  | الاتحاد       | 1–1 (8–7 ر.ج.ت) | الهلال        | كأس ولي العهد السعودي |
| 15 يونيو 1993  | استاد الأمير عبد الله الفيصل  | الاتحاد       | 0–0 (4–3 ر.ج.ت) | الهلال        | نصف النهائي           |
| 16 مايو 1995   | استاد الأمير عبد الله الفيصل  | الاتحاد       | 0–1             | الهلال        | نصف النهائي           |
| 09 مايو 1997   | استاد الأمير عبد الله الفيصل  | الاتحاد       | 0–0 (4–1 ر.ج.ت) | الهلال        | نصف النهائي           |
| 14 أبريل 2000  | ملعب الملك فهد الدولي         | الهلال        | 2–0             | الاتحاد       | نصف النهائي           |
| 13 أبريل 2001  | ملعب الملك فهد الدولي         | الهلال        | 2–2 (7–8 ر.ج.ت) | الاتحاد       | نصف النهائي           |
| 29 مارس 2003   | ملعب الأمير فيصل بن فهد       | الهلال        | 2–0             | الاتحاد       | نصف النهائي           |
| 26 أبريل 2005  | ملعب الملك فهد الدولي         | الهلال        | 1–0             | الاتحاد       | نصف النهائي           |
| 30 أبريل 2005  | استاد الأمير عبد الله الفيصل  | الاتحاد       | 1–1             | الهلال        | نصف النهائي           |
| 27 يناير 2012  | ملعب الملك فهد الدولي         | الهلال        | 2–0             | الاتحاد       | نصف النهائي           |
| 23 ديسمبر 2014 | مدينة الملك عبد الله الرياضية | الاتحاد       | 2–3 (و.إ)       | الهلال        | دور 16                |

| فوز الاتحاد | فوز الهلال | تعادل |
| ----------- | ---------- | ----- |
| 4           | 6          | 1     |

### كأس الاتحاد
| تاريخ          | مكان                         | مباريات       | مباريات         | مباريات       | الدور                  |
| تاريخ          | مكان                         | الفريق الأولى | نتيجة           | الفريق الثاني | الدور                  |
| -------------- | ---------------------------- | ------------- | --------------- | ------------- | ---------------------- |
| 04 نوفمبر 1977 | ملعب الأمير فيصل بن فهد      | الهلال        | 2–1             | الاتحاد       | كأس الأمير فيصل بن فهد |
| 21 مارس 1986   | استاد الأمير عبد الله الفيصل | الاتحاد       | 0–0 (3–2 ر.ج.ت) | الهلال        | نهائي                  |
| 23 أكتوبر 1992 | استاد الأمير عبد الله الفيصل | الاتحاد       | 2–1             | الهلال        | مرحلة المجموعات        |
| 27 نوفمبر 1992 | ملعب الأمير فيصل بن فهد      | الهلال        | 1–0             | الاتحاد       | مرحلة المجموعات        |
| 13 أكتوبر 1994 | استاد الأمير عبد الله الفيصل | الاتحاد       | 2–0             | الهلال        | مرحلة المجموعات        |
| 03 نوفمبر 1994 | ملعب الأمير فيصل بن فهد      | الهلال        | 2–1             | الاتحاد       | مرحلة المجموعات        |
| 10 أكتوبر 1996 | استاد الأمير عبد الله الفيصل | الاتحاد       | 1–2             | الهلال        | مرحلة المجموعات        |
| 22 أكتوبر 1996 | ملعب الأمير فيصل بن فهد      | الهلال        | 0–1             | الاتحاد       | مرحلة المجموعات        |
| 27 سبتمبر 1998 | استاد الأمير عبد الله الفيصل | الاتحاد       | 2–1             | الهلال        | مرحلة المجموعات        |
| 16 أكتوبر 1998 | ملعب الأمير فيصل بن فهد      | الهلال        | 0–2             | الاتحاد       | مرحلة المجموعات        |
| 20 سبتمبر 1999 | استاد الأمير عبد الله الفيصل | الاتحاد       | 1–2             | الهلال        | نصف النهائي            |
| 20 سبتمبر 2000 | ملعب الأمير فيصل بن فهد      | الهلال        | 3–2             | الاتحاد       | مرحلة المجموعات        |
| 15 أكتوبر 2000 | استاد الأمير عبد الله الفيصل | الاتحاد       | 1–1             | الهلال        | مرحلة المجموعات        |
| 30 سبتمبر 2001 | ملعب الأمير فيصل بن فهد      | الهلال        | 2–0             | الاتحاد       | نصف النهائي            |

| فوز الاتحاد | فوز الهلال | تعادل |
| ----------- | ---------- | ----- |
| 6           | 7          | 1     |

### القارية
| تاريخ          | مكان                          | مباريات      | مباريات         | مباريات       | الدور                                              |
| تاريخ          | مكان                          | الفريق الأول | نتيجة           | الفريق الثاني | الدور                                              |
| -------------- | ----------------------------- | ------------ | --------------- | ------------- | -------------------------------------------------- |
| 30 نوفمبر 1994 | ملعب الملك فهد الدولي         | الهلال       | 0–0 (4–3 ر.ج.ت) | الاتحاد       | بطولة الأندية العربية لأبطال الدوري 1994 – نهائي   |
| 20 ديسمبر 1995 | ملعب الملك فهد الدولي         | الهلال       | 4–1             | الاتحاد       | الاتحاد العربي لكرة القدم – مرحلة المجموعات        |
| 09 مارس 2001   | ملعب آزادي                    | الاتحاد      | 2–0             | الهلال        | بطولة الأندية الآسيوية 2000–01 – الدور ربع النهائي |
| 09 مايو 2005   | ملعب الأمير فيصل بن فهد       | الهلال       | 0–1             | الاتحاد       | كأس العرب للأندية الأبطال – نصف النهائي            |
| 18 مايو 2005   | استاد الأمير عبد الله الفيصل  | الاتحاد      | 2–1             | الهلال        | كأس العرب للأندية الأبطال – نصف النهائي            |
| 24 مايو 2011   | استاد الأمير عبد الله الفيصل  | الاتحاد      | 3–1             | الهلال        | جولة خروج المغلوب في دوري أبطال آسيا 2011          |
| 27 أغسطس 2019  | مدينة الملك عبد الله الرياضية | الاتحاد      | 0–0             | الهلال        | دوري أبطال آسيا – ربع النهائي                      |
| 17 سبتمبر 2019 | استاد جامعة الملك سعود        | الهلال       | 3–1             | الاتحاد       | دوري أبطال آسيا – ربع النهائي                      |
| 5 أغسطس 2023   | مدينة الملك فهد الرياضية      | الاتحاد      | 1–3             | الهلال        | كأس العرب 2023 - ربع النهائي                       |

| فوز الاتحاد | فوز الهلال | تعادل |
| ----------- | ---------- | ----- |
| 4           | 3          | 1     |

### ودية/ أخرى
| تاريخ          | مباريات       | مباريات | مباريات       | الدور                 |
| تاريخ          | الفريق الأولى | نتيجة   | الفريق الثاني | الدور                 |
| -------------- | ------------- | ------- | ------------- | --------------------- |
| 27 يوليو 1962  | الهلال        | 0–2     | الاتحاد       | ودية                  |
| 26 يونيو 1969  | الاتحاد       | 1–0     | الهلال        | Final Seasons Cup     |
| 24 يونيو 1969  | الاتحاد       | 1–1     | الهلال        | Seasons Cup           |
| 28 أغسطس 1969  | الهلال        | 3–0     | الاتحاد       | ودية                  |
| 20 يناير 1971  | الاتحاد       | 3–3     | الهلال        | ودية                  |
| 15 مارس 1984   | الهلال        | 0–1     | الاتحاد       | ودية                  |
| 10 مارس 1986   | الاتحاد       | 3–1     | الهلال        | ودية                  |
| 22 يوليو 1986  | الهلال        | 0–0     | الاتحاد       | ودية                  |
| 02 أكتوبر 1995 | الاتحاد       | 0–0     | الهلال        | ودية                  |
| 17 أبريل 1998  | الهلال        | 4–1     | الاتحاد       | ودية                  |
| 11 مايو 1998   | الاتحاد       | 2–4     | الهلال        | ودية                  |
| 09 نوفمبر 1998 | الهلال        | 0–0     | الاتحاد       | ودية                  |
| 18 أغسطس 2004  | الاتحاد       | 3–2     | الهلال        | بطولة الصداقة الدولية |
| 11 فبراير 2005 | الهلال        | 2–1     | الاتحاد       | بطولة الصداقة الدولية |

| فوز الاتحاد | فوز الهلال | تعادل |
| ----------- | ---------- | ----- |
| 5           | 4          | 5     |

## البطولات
| نادي الهلال (السعودية)           | بطولة                                   | نادي الاتحاد (السعودية) | صفة البطولة              |
| -------------------------------- | --------------------------------------- | ----------------------- | ------------------------ |
| بطولات دولية (رسمية)             |                                         |                         |                          |
| 4                                | دوري أبطال آسيا                         | 2                       | بطولة رسمية              |
| 2                                | كأس السوبر الآسيوي                      | 1                       | بطولة رسمية              |
| 2                                | كأس أبطال الكؤوس الآسيوية               | 1                       | بطولة رسمية              |
| 2                                | كأس العرب للأندية الأبطال               | 1                       | بطولة رسمية              |
| 1                                | كأس السوبر العربي                       | 0                       | بطولة رسمية              |
| 2                                | البطولة العربية للأندية الفائزة بالكؤوس | 1                       | بطولة رسمية              |
| 2                                | كأس الخليج للأندية                      | 1                       | بطولة رسمية              |
| بطولات محلية (رسمية)             |                                         |                         |                          |
| 19                               | دوري المحترفين السعودي                  | 15                      | بطولة رسمية              |
| 11                               | كأس خادم الحرمين الشريفين               | 10                      | بطولة رسمية              |
| 13                               | كأس ولي العهد السعودي                   | 8                       | بطولة رسمية              |
| 5                                | كأس السوبر السعودي                      | 1                       | بطولة رسمية              |
| 7                                | كأس الأمير فيصل بن فهد                  | 3                       | بطولة غير رسمية منذ 2007 |
| بطولات دولية سابقة غير رسمية     |                                         |                         |                          |
| 1                                | كأس السوبر المصري السعودي               | 2                       | بطولة غير رسمية          |
| 2                                | بطولة الصداقة الدولية                   | 0                       | بطولة غير رسمية          |
| بطولات محلية أخرى (سابقة، رسمية) |                                         |                         |                          |
| 1                                | كأس المؤسس السعودي                      | 0                       | بطولة رسمية              |
| 0                                | Saudi Society Cup                       | 1                       | بطولة غير رسمية          |
| 0                                | كأس الأمير ماجد                         | 1                       | بطولة غير رسمية          |
| 0                                | Seasons Cup                             | 7                       | بطولة غير رسمية          |
| 0                                | كاس المناطق                             | 3                       | بطولة غير رسمية          |
| 0                                | كأس نيشان ناظر                          | 1                       | بطولة غير رسمية          |
| البطولات الرسمية                 |                                         |                         |                          |
| 70                               | البطولات الرسمية                        | 36                      |                          |
| إجمالي البطولات                  |                                         |                         |                          |
| 73                               | المجموع                                 | 51                      | –                        |